# Diaphanes cheni
Diaphanes cheni is een keversoort uit de familie glimwormen (Lampyridae). De wetenschappelijke naam van de soort is voor het eerst geldig gepubliceerd in 2001 door Jeng in Jeng, Lai, Yang & Satô.